# Demi-vie plasmatique
La demi-vie plasmatique est le temps nécessaire pour diviser par deux la concentration plasmatique d'une molécule d'un médicament lorsque l’on se trouve dans la phase terminale d’élimination du médicament (donc significativement après le pic plasmatique). C'est un paramètre étudié en pharmacocinétique.